# Индекс на телесната маса
Индексът на телесната маса (съкратено ИТМ, на английски: body mass index, BMI) e медико-биологичен показател, който служи за определяне на нормалното, здравословно тегло при хора с различен ръст и за диагностициране на затлъстяване и недохранване.
Индексът на телесната маса се измерва в килограми на квадратен метър и се определя по следната формула:
{\displaystyle BMI={\frac {W}{h^{2}}},}
където:
- {\displaystyle BMI} – индекс на телесната маса;
- {\displaystyle W} – тегло в килограми;
- {\displaystyle h} – височина в метри.

Така ИТМ на човек с ръст 1,70 м и тегло 77 кг е:
{\displaystyle BMI={\frac {77}{1,70.1,70}}={\frac {77}{2,89}}=26,64}
Индексът на телесната маса е разработен от белгийския социолог и статистик Адолф Кетле през 1869 г.

## Интерпретация на показателите на ИТМ
Световната здравна организация указва следните норми за индекс на телесната маса , независимо от възрастта, пола или други индивидуални характеристики:
| състояние               | индекс на телесната маса |
| ----------------------- | ------------------------ |
| тежко недохранване      | < 16,0                   |
| средно недохранване     | 16 – 16,99               |
| леко недохранване       | 17 – 18,49               |
| поднормено тегло        | < 18,5                   |
| нормално тегло          | 18,5 – 24,99             |
| наднормено тегло        | ≥ 25,0                   |
| предзатлъстяване        | 25 – 29,99               |
| затлъстяване            | ≥ 30,0                   |
| затлъстяване I степен   | 30 – 34,99               |
| затлъстяване II степен  | 35 – 39,99               |
| затлъстяване III степен | ≥ 40,0                   |

Според други източници оценката за нормално тегло зависи от възрастта и от пола. Здравословното тегло се увеличава с възрастта. Индексът на телесната маса за нормално тегло е от 20 до 25 при възраст от 18 до 24 години и постепенно се увеличава с възрастта като диапазонът му става от 25 до 30 за възраст над 65 години. 
Индексът на телесната маса трябва да се използва с повишено внимание, само за приблизителна оценка - например опит за оценка на физиката на професионалните спортисти, използвайки го, може да даде неправилен резултат (високата стойност на индекса в този случай се обяснява с по-силно развитите мускули). Следователно, за по-точна оценка на степента на натрупване на мазнини, заедно с индекса на телесна маса, е препоръчително да се определят и индекси на централното затлъстяване.
Като се вземат предвид недостатъците на метода за определяне на индекса на телесната маса, е разработен индексът на телесния обем. .
В допълнение, могат да се използват редица индекси за определяне на нормалното телесно тегло:
1. Индексът на Брок се използва за височина 155 - 170 см. 
Според него нормалното телесно тегло = (височина [см] – 100) ± 10 %.
2. Индекс на Брайтман. Нормално телесно тегло = височина [см] • 0,7 – 50 кг
3. Индекс на Бернхард. Идеално тегло на тялото = височина [cm] • обиколка на гърдите [cm] / 240
4. Индекс на Дейвънпорт. Масата на човек [g] се разделя на височината [cm] на квадрат. Излишъкът от индикатора над 3,0 показва наличието на затлъстяване (очевидно това е същият ИТМ, само че разделен на 10)
5. Индекс на Норден. Нормално телесно тегло = височина [см] • 0,42
6. Индекс на Taтoн. Нормално телесно тегло = височина [cm] – {100 + (височина [cm] – 100) / 20}

Резултатите при тези индекси са сходни. Така например, при ръст 170 см и тегло 83 кг за нормалното телесно тегло (НТТ) се получават следните резултати:
- Индекс на Брок: НТТ = (170 – 100) ± 10 % = 70 ± 7 кг = 63 ÷ 77 кг;
- Индекс на Брайтман: НТТ = 170 • 0,7 – 50 кг = 69 кг;
- Индекс на Норден: НТТ = 170 • 0,42 = 71,4 кг;
- Индекс на Taтoн: НТТ = 170 – {100 + (170 – 100) / 20} = 66,5 кг
- Средна стойност 69,225 кг.

## Индекс на телесната маса за деца
ИТМ се интерпретира по различен начин за хората под 20-годишна възраст. Докато същата формула се използва за определяне на ИТМ за всички възрастови групи, последиците за децата и юношите могат да варират в зависимост от възрастта и пола. Количеството телесни мазнини се променя с възрастта. Също така е различно при млади момчета и момичета. Момичетата обикновено получават по-голямо количество телесна мазнина и я развиват по-рано от момчетата.
За деца и тийнейджъри се използват диаграми за растеж на възрастта, за да се покаже, че ИТМ се определя като процент. Всеки процент изразява BMI на дете спрямо други деца от същата възраст и пол. Например, едно дете би се считало за затлъстяло, ако има ИТМ, който е по-висок от тези индекси на 95 % от децата в неговата категория. Това означава, че детето има повече телесни мазнини от 95 % от децата със същата възраст и пол.
Ако детето има ИТМ като средния ИТМ на 5 % до 85 % от децата в неговата категория, се смята, че има нормално или здравословно тегло.
Следната таблица показва диапазона на процентите за всяко състояние на теглото: 
| състояние                       | проценти на децата с такъв среден ИТМ |
| поднормено тегло                | < 5                                   |
| нормално или здравословно тегло | 5 – 85                                |
| наднормено тегло                | 85 – 95                               |
| затлъстяване                    | > 95                                  |
| ------------------------------- | ------------------------------------- |

## Индекс на телесна маса и здраве
Според Националните институти по здравеопазване повече от 2/3 от възрастните имат наднормено тегло и 1/3 са за затлъстели. Около 17 % от децата и тийнейджърите (на възраст от 2 до 19 години) се считат за затлъстели.
Теглото и ИТМ се променят при нарушаване на енергийния баланс. Тялото се нуждае от определено количество енергия за да функционира и то се набавя от храната, като обикновено се измерва в калории. Теглото обикновено остава същото, когато консумираната храна доставя толкова енергия, колкото тялото използва или „изгаря“ всеки ден. При приемане на повече енергия, отколкото се изразходва, теглото и ИТМ се увеличават с течение на времето и обратно: ако се приема по-малко енергия, те съответно намаляват.
Енергийният дисбаланс със сигурност е един от най-големите фактори за промяна на теглото. Идеалното тегло обаче се определя главно от генетиката, както и от видовете храни, които се ядат и физическите упражнения. Ако ИТМ е висок, важно е да се намали, а ако е нисък, да се увеличи, така че да се постигне нормално и здравословно тегло.
Високият ИТМ е свързан с по-голям риск от развитие на сериозни болестни състояния, като например сърдечни заболявания, високо кръвно налягане, чернодробни заболявания, остеоартрит, диабет, сърдечен и мозъчен удар, камъни в жлъчката, някои видове рак,  включително рак на гърдата, дебелото черво и бъбреците, аденокарцином на хранопровода и вероятно аденокарцином на кардията . Повишаването на ИТМ може да доведе и до гастроезофагеална рефлуксна болест .
Може да се намалят телесните мазнини и да се постигне по-здравословно тегло, като се упражнява тялото физически поне три пъти седмично. Трябва да се спазват и някои навици за хранене, като ядене само когато се изпитва глад и избор на диета, която е богата на цели, непреработени храни. Може да се използват и хранителни консултации. Диетологът може да препоръча кои храни да се ядат и колко храна трябва да се яде, за да се отслабне.
Много ниският ИТМ също може да причини здравословни проблеми. Липсата на достатъчно телесна мазнина може да доведе до костна загуба, намалена имунна функция, сърдечни проблеми, желязо-дефицитна анемия. При нисък ИТМ трябва да се обсъди тегло с лекар. Ако е необходимо, увеличаването на количеството храна, което се яде всеки ден или намаляването на количеството упражнения, може да помогне за наддаване на теглото. Диетологът също може да помогне как да се печели тегло по здравословен начин. 

### Смъртност
Връзката между смъртността и ИТМ е противоречива според учените. 
Според някои проучвания най-високата средна продължителност на живота имат мъжете с ИТМ 25 – 27 . Мета-анализ на проучвания, публикувани до 2012 г., стига до заключението, че от хората с наднормено тегло умират с 6 % по-малко, отколкото от хората с нормално тегло, въпреки че по-високият ИТМ корелира със заболявания . Това е „парадокс на затлъстяването“, когато много затлъстели хора с висок ИТМ живеят дълго и не се разболяват много. Проучванията от последното десетилетие показват, че зависимостта на продължителността на живота е максимална при ИТМ 25 – 27, след това достига минимум за 33 kg/m² и започва да нараства отново до 40 kg/m². По-нататъшни проучвания потвърждават, че самото затлъстяване е малко вероятно да бъде фактор за по-добро оцеляване, най-вероятно затлъстяването, в зависимост от наличието или отсъствието на някакъв допълнителен фактор. Например генетични характеристики и вид мастна тъкан (бяла, кафява, бежова); наличие или липса на метаболитен синдром. Метаболитният синдром (наричан още „квартет на смъртта“) е увеличаване на масата на висцералните мазнини (в корема): комбинация от затлъстяване, атерогенна дислипидемия, нарушен глюкозен толеранс и хипертриглицеридемия (достатъчни са два от тези фактори). Индексът на телесния обем показва дела на висцералната мастна тъкан и се изчислява като съотношение на обема на корема към обема на цялото тяло. Така че, оценката на най-високата средна продължителност на живота според „парадокса на затлъстяването“ не се приема като закономерност, защото е непълна и не отчита други фактори като тютюнопушенето или болестите. Пушенето вреди на здравето и същевременно намалява теглото.
Изследване на здрави бели хора, които никога не са пушили, установява, че хората с ИТМ между 20 и 26 имат най-ниската смъртност . Мета-анализ на Global BMI Mortality Collaboration стига до резултата, че ако се изключат пушачите, хронично болните и починалите през първите 5 години от наблюдението, ИТМ между 20 и 26 показва най-ниската вероятност за смърт. Индексът на телесна маса, при който смъртността е най-малка, нараства с възрастта:
- 20 години: 17,5 – 19,5
- 30 години: 19 – 20
- 40 години: 21 – 22
- 50 години: 23 – 24
- 60 години: 25 – 26
- 70 години: 26 – 27

От 10-те милиона записи с данни са взети предвид само 4 милиона.